# Lago Los Moscos
El lago Los Moscos es un lago de origen glaciar de la vertiente del Pacífico de Argentina, que se localiza en el departamento Bariloche de la provincia de Río Negro. Atravesado por el río Manso, forma parte de la cuenca alta del río Puelo.

## Características
Es un lago fusiforme de 140 hectáreas, que posee 2,8 kilómetros de largo y un kilómetro de ancho máximo. Atravesado por el tramo medio del río Manso, que retoma su cauce después de recorrer a través del lago Mascardi, está rodeado de barrancas.
La subsecretaría de Recursos Hídricos del Ministerio del Interior de la Nación Argentina mantiene una estación de aforo.
Las orillas están pobladas por abundantes plantas acuáticas (macrofitas) y juncos, mientras que el lago está poblado por las mismas especies que el cercano lago Mascardi.

## Turismo
Ubicado dentro del parque nacional Nahuel Huapi, hay un camping libre un kilómetro al este. Al lago puede accederse a través de diferentes caminos y senderos (ecuestres, pedestres, entre otros). En invierno se puede recorrer el lago con raquetas de nieve.

### Pesca
En el lago se permite la pesca deportiva, en las modalidades spinning y con mosca, teniendo la posibilidad de obtener gran cantidad de trucha de arroyo o trucha de manantial (Salvelinus fontinalis) y truchas arcoíris (Oncorhynchus mykiss). Está prohibida la modalidad trolling. La Administración de Parques Nacionales permite el uso de embarcaciones, prohibiendo el uso de motores de dos tiempos carburados. Además se debe navegar «a velocidad mínima sin producir oleaje».